# Videogioco pornografico
Il videogioco pornografico è un tipo di videogioco caratterizzato dalla presenza di contenuti sessuali espliciti.
Tale genere mostra scene esplicite di rapporti sessuali o di organi riproduttivi maschili e femminili in piena vista. Proprio per le tematiche che offre, il genere è molto penalizzato e non viene solitamente scelto dai grandi editori; spesso i nuovi progetti vengono abbandonati in via di sviluppo o vengono realizzati in modo amatoriale.

## Caratteristiche
La grande maggioranza di questo genere di videogiochi a tema sessuale sono programmati per lo più sulle piattaforme del personal computer e raramente vengono sviluppati per console, proprio per il genere a sfondo sessuale pornografico che propone al pubblico. A differenza di altri videogiochi, lo scopo di questo genere è eccitare sessualmente i giocatori, con immagini di sesso esplicito con atti sessuali di vario genere, adatti solo a pubblico maturo. 
Infatti, sul mercato è sporadico trovare dei videogiochi che trattano il sesso esplicito e che siano compatibili con le più diffuse console (ad esempio PlayStation 3, Wii e Xbox 360), poiché si tratta di piattaforme utilizzate dalle famiglie e spesso da utenti adolescenti e minorenni. Di conseguenza, il genere viene penalizzato o addirittura proibito, rendendo quasi impossibile per una software house proporlo al grande pubblico. Pertanto i videogiochi di questo genere vengono distribuiti in modo più specifico nei paesi dove ciò è consentito e per le fasce di età più mature.
Gli sviluppatori di videogiochi a tema sessuale, per evitare ripercussioni legali o economiche, optarono in sistemi di divulgazione ampi e meno soggetti a penalità. Ciò nonostante non ottennero i risultati sperati a causa dell'entrata in scena dei sistemi di classificazione dei videogiochi. Questi ultimi consistono nel riportare sulla confezione del gioco un'età minima consigliata e solitamente anche dei descrittori del contenuto, che danno dettagli sul tipo di contenuti potenzialmente discutibili presenti nel gioco, come violenza, turpiloquio, paura, discriminazione, gioco d'azzardo e per l’appunto sesso esplicito. Questo sistema di classificazione portò a una censura totale o in parte del genere e alla scelta economica per le aziende produttrici di videogiochi a focalizzarsi su altri generi. Tuttavia il genere continuò a evolversi tramite la vendita digitale, la vendita privata o la vendita soltanto sul mercato di determinati Paesi. Questo genere viene spesso confuso con il genere erotico, il quale invece non dovrebbe mostrare scene di sesso esplicito pur essendo caratterizzato da uno sfondo erotico.

## Storia
I primi videogiochi a tema sessuale esplicito della storia sono stati quelli editi dalla Mystique per la console Atari 2600, pubblicati nel 1983. Questi diventarono piuttosto noti al pubblico tanto da suscitare pesanti critiche sui temi proposti. Secondo le critiche, i videogiochi non includevano solo scene di sesso esplicite, ma anche stupri e atti razzisti, come avveniva nel videogioco Custer's Revenge, in cui si interpreta il generale George Armstrong Custer che violenta una giovane nativa americana il più possibile schivando le frecce dei guerrieri indiani.
Ciò venne ritenuto offensivo sia da parte di nativi americani, sia dai gruppi femministi come le Women Against Pornography; Atari decise perciò di fare causa a Mystique per i danni di immagine e di ritirare le copie del gioco dal mercato. I videogiochi della Mystique non erano solo mirati a un pubblico maschile, ma anche a quello femminile. Infatti molti giochi prodotti dall'azienda proponevano una versione alternativa in cui cambiano soltanto il personaggio giocabile e i personaggi non giocabili. Ad esempio, il videogioco Bachelor Party, in il cui protagonista è maschio e i personaggi non giocabili sono donne, venne ridistribuito come Bachelorette Party, con i ruoli invertiti.
Mentre in certi paesi il genere dei videogiochi a tema sessuale si è sviluppato raggiungendo un livello di mercato notevole, in altri paesi non ha potuto evolversi perché bloccato o limitato dalle leggi locali. Dal 1995 i videogiochi cominciarono a essere acquistati tramite Internet e con il passare degli anni furono disponibili sempre più siti Web per comprare videogiochi, come ad esempio Ebay, Amazon.com e piattaforme che vendono direttamente le applicazioni (come ad esempio Steam)
Di conseguenza i videogiochi a tema sessuale raggiunsero i paesi dove il genere era stato vietato o parzialmente censurato, causando ripercussioni. Con l’entrata del XXI secolo cominciarono sviluppi di videogiochi a tema sessuale più intraprendenti, in particolare da parte di aziende giapponesi. Queste ultime puntavano sull’utilizzo della realtà virtuale e sulla creazione di appositi controller alternativi. Un esempio è il Ju-C Air uscito nel 2013, uno dei primi controller progettati appositamente per i videogiochi pornografici, che prevede di indossare il controller stesso inserendo il pene nell'apposito ingresso.

### Storia del fenomeno dei videogiochi italiani pornografici
Nel settore dell'intrattenimento videoludico italiano il genere pornografico ebbe degli sviluppi documentati verso la fine del XX secolo.
La prima società italiana che decise di sbarcare sul mercato del genere pornografico fu la software house GMM Game Over che sviluppò diversi videogiochi del genere pornografico in italiano. Il primo videogioco pubblicato dalla società fu Virtual Inseminator, distribuito da Giunti Multimedia nel 1997, un'avventura grafica del sottogenere punta e clicca, in cui il giocatore avrà come obiettivo quello di "inseminare" più donne possibili nella mappa di gioco.
Altri videogiochi della stessa società furono presentati in collaborazione con l'attrice pornografica Selen, che comparirà nei videogiochi The Sex Files (1999) e Space Sex (1999) come guida narrativa.
Il primo videogioco incentrato su un'opera classica fu Penocchio pubblicato nel 1999 e distribuito sempre da GMM Game Over, che propone un'avventura grafica punta e clicca della fiaba Le avventure di Pinocchio in versione pornografica con scene esplicite di sesso con varie scene di penetrazioni sessuali. La società GMM Game Over dopo il 1999 scomparve dal mercato.

## Sesso in videogiochi di altro genere
Il tema del sesso non si trova esclusivamente in questo genere di videogiochi, ma viene utilizzato anche in altri generi, se parzialmente previsto dalla trama e per stimolare l'interesse dei giocatori. 
Ad esempio il videogioco Grand Theft Auto IV include scene di sesso non esplicito in certe missioni e livelli; inoltre è possibile  avere rapporti con alcuni personaggi non giocanti al di fuori degli obblighi di gioco; sebbene queste scene non siano particolarmente esplicite hanno generato criticità.

Il sesso viene incluso solitamente in certi videogiochi che già trattano di tematiche per adulti come la criminalità o nei videogiochi horror, per scopi principalmente narrativi o di background dei temi proposti. I videogiochi in questione vengono poi destinati alla fascia di età più matura dal sistema di classificazione dei videogiochi. Tali videogiochi contengono molto spesso scene di sesso non esplicito, non mostrano mai gli organi genitali in modo esplicito, analogamente a come avviene in molti film e serie TV di un certo contenuto narrativo.
Vi sono poi i videogiochi erotici, che si basano sull'eccitazione sessuale ma non mostrano scene di sesso esplicito e sono quindi una categoria più ampia rispetto ai videogiochi pornografici.

## Videogiochi
Esempi di videogiochi pornografici sono BoneTown, Custom Maid 3D, Custer's Revenge, Girlvania e Virtual Inseminator.